# Мартин аргентинський
Мартин аргентинський (Larus atlanticus) — вид мартинів з роду Larus. Поширений в Південній Америці.

## Поширення
Вид гніздиться на узбережжі Аргентини між 38°49' і 45°11' пд. ш.. Було зареєстровано розмноження у вісімнадцяти прибережних місцях в гирлі бухт Баїя-Бланка та Баїя-Анегада на півдні провінції Буенос-Айрес та на північ від затоки Сан-Хорхе в провінції Чубут. Понад 98 % загальної гніздової популяції трапляється на півдні провінції Буенос-Айрес, а 50-70 % зосереджено в гирлі річки Саусе-Чико, території, яка піддається зростаючому впливу людини, порушенню та забрудненню. Взимку вид поширюється на північ, досягаючи Уругваю і Бразилії. Світова популяція оцінюється в 4800-7800 пар.

## Спосіб життя
Гніздиться на плоских островах на голій землі або поблизу низької рослинності та поблизу лінії припливу. Часто відвідує пляжі, скелясті узбережжя, гавані, прибережні та солонуваті лагуни та лимани. Яйця відкладаються у вересні-жовтні, а пташенята вилітають у листопаді або грудні.

## Харчування
Вид залежить головним чином від трьох видів крабів (Neohelice granulata, Cyrtograpsus altimanus і Cyrtograpsus angulatus) протягом сезону розмноження. Взимку він також харчується крабами, але демонструє більш опортуністичну екологію живлення, споживаючи молюсків, равликів, дрібну рибу, комах, зерно, сміття та рибні відходи.